# Notocitellus
Notocitellus is een geslacht van zoogdieren uit de familie van de eekhoorns (Sciuridae). De wetenschappelijke naam van het geslacht werd in 1938 gepubliceerd door Arthur H. Howell.

## Soorten
Er worden 2 soorten in dit geslacht geplaatst:
- Notocitellus adocetus (Merriam, 1903)
- Notocitellus annulatus (Audubon & Bachman, 1842)